# Polityka gospodarcza
Polityka gospodarcza – subdyscyplina ekonomii opisująca i wyjaśniająca sposoby świadomego oddziaływania państwa na gospodarkę, za pomocą określonych narzędzi (instrumentów) i środków, dla osiągnięcia celów założonych przez podmioty polityki gospodarczej (tj. polityka rządu), w otoczeniu uwarunkowań doktrynalnych (tj. przy wykorzystaniu danej teorii ekonomicznej), wewnętrznych (związanych z danym krajem) i zewnętrznych (poza nim).
Polityka gospodarcza jest nauką stosowaną ekonomii i formą praktyki gospodarczej państwa. Dzieli się ją zatem na teorię i praktykę. Nie opiera się ona wyłącznie na wiedzy z zakresu ekonomii pozytywnej, przyjmując często formę odpowiednią do przekonań politycznych na gospodarkę rządzącej większości parlamentarnej. W przeciwieństwie do teorii ekonomii, polityka gospodarcza wymaga uwzględnienia wiedzy z zakresu socjologii, politologii, czy nawet dziennikarstwa (media również oddziałują na kształt polityki gospodarczej). Polityka gospodarcza stanowi często narzędzie realizacji programu społecznego partii politycznej.
Polityka gospodarcza jest jedną z kilku głównych polityk państwa, takich jak: polityka zagraniczna, polityka społeczna, polityka obronności, polityka ekologiczna.

## Podział
Polityka gospodarcza dzieli się na:
a) politykę mikroekonomiczną – zajmuje się regulacją konkretnych zagadnień gospodarki, jej poszczególnych gałęzi, rodzajów produkcji, rynków na określone towary i usługi.
b) politykę mezoekonomiczą – zajmuje się regulacją szerszych zagadnień gospodarki, przedmiotem badań mezoekonomii jest: gospodarka regionalna, badanie funkcjonowania poszczególnych działów sektorów gospodarki, badanie zachowania ekonomicznego grup społecznych.
c) politykę makroekonomiczną – obejmuje te oddziaływania państwa, które dotyczą całokształtu społecznego procesu gospodarczego i prowadzone są głównie za pośrednictwem podstawowych mechanizmów jego regulacji – pieniądza i budżetu państwa.
d) politykę megaekonomiczną – za przedmiot badań przyjmuje gospodarowanie w skali globalnej z uwzględnieniem kontynentalnych zjawisk ekonomicznych, surowcowych, ekologicznych oraz międzynarodowe stosunki gospodarcze i społeczne.
W zakres polityki makroekonomicznej wchodzą m.in.:
- polityka pieniężna, polityka finansowa, polityka fiskalna
- polityka budżetowa, której częścią jest polityka fiskalna (finanse publiczne)
- polityka handlowa (handel zagraniczny), w tym m.in. polityka celna

Do polityk mikroekonomicznych najczęściej zalicza się:
- politykę przemysłową,
- politykę rolną.

Polityka gospodarcza operuje szeroką gamą ekonomicznych instrumentów. Taką rolę pełnią m.in. cła, podatki, subwencje, czy zmiana podaży pieniądza.
Podejścia metodologiczne polityki gospodarczej:
- podejście normatywne
- podejście pozytywne

## Cele i narzędzia
Polityka gospodarcza wyznacza sobie pewne cele, które zamierza osiągnąć.
Ogólne
- zapewnienie suwerenności państwa
- sprawiedliwość
- postęp społeczny
- prawa człowieka

Ustrojowo-systemowe i polityczne
- umacnianie istniejącego ustroju społeczno-gospodarczego

Ekonomiczne
- pomnażanie bogactwa kraju
- powiększanie dobrobytu
- efektywne wykorzystanie zasobów oraz wzrost gospodarczy
- przemiany strukturalne
- równowaga gospodarcza
- wzrost przedsiębiorczości
- wzrost udziału w międzynarodowym podziale pracy

Społeczne
- sprawiedliwy podział dochodu
- gwarancje zatrudnienia
- wyrównane szanse awansu
- dostęp do dóbr kulturalnych i oświaty
- zapewnienie ochrony zdrowia
- zabezpieczenie społeczne

Ekologiczne
- ochrona środowiska naturalnego
- rekultywacja

Obronno-militarne
- powiększanie potencjału gałęzi o znaczeniu obronnym
- zapewnienie niezbędnych rezerw mocy produkcyjnych i środków produkcji

Aby osiągnąć dane cele, rząd używa różnych narzędzi, które pozostają przez cały czas pod jego kontrolą. Do tych narzędzi zalicza się stopy procentowe, wydatki rządowe i podatki, zmiany kursu i wiele innych.
Polityka rządu determinuje, jakich narzędzi rząd używa, oraz zakłada, że uda się osiągnąć wyznaczone cele.

### Makroekonomiczne cele polityki gospodarczej

#### Cele systemowe
Cele systemowe polityki gospodarczej to dążenia jej podmiotów do ustanowienia lub zmiany określonych elementów i rozwiązań systemu gospodarczego. Mogą dotyczyć zarówno układu organizacyjnego gospodarki, jak i układu regulacji.
W sferze układu organizacyjnego celami systemowymi są dążenia do: powoływania określonych publicznych podmiotów systemu gospodarczego, zmiany struktury własnościowej w gospodarce oraz zmiany zakresu centralnych decyzji przedmiotowych.
W sferze układu regulacji polityka gospodarcza może natomiast zmierzać do realizacji systemu finansowego, zmiany zakresu centralnych parametrów regulacyjnych, zmiany reguł systemu pobudzania i zasilania podmiotów systemu gospodarczego.
Cele systemowe mają zastosowania zawsze wtedy, kiedy w gospodarce pojawiają się czynniki hamujące jej rozwój, a organy polityki gospodarczej nie dostrzegają przyczyn tego, tkwiących w mankamentach systemu gospodarczego. Zatem w państwach, w których system gospodarczy dobrze funkcjonuje cele systemowe mogą się nie pojawiać w ogóle lub dotyczyć spraw zupełnie marginalnych.

#### Cele stabilizacyjne
Cele stabilizacyjne polityki gospodarczej to dążenia państwa do zapewnienia:
- wysokiego stopnia wykorzystania czynników wytwórczych,
- stabilnego w czasie poziomu cen,
- równowagi bilansu płatniczego,
- wysokiego i zrównoważonego wzrostu gospodarczego.

Cele stabilizacyjne polityki gospodarczej nie zawsze muszą się pokrywać, a czasem mogą mieć sprzeczny charakter, np. bezrobocie jest konsekwencją niedostatecznego popytu, a wzrost cen konsekwencją nadmiernego popytu. Jeżeli chcemy zwalczyć bezrobocie poprzez zwiększenie popytu, dążymy tym samym do zwiększenie poziomu cen, czyli wykluczamy zapis o stabilnym poziomie cen. Zjawisko to ilustruje krzywa Phillipsa, która pokazuje, że wraz ze spadkiem bezrobocia następuje wzrost cen, a spadek cen oznacza wzrost bezrobocia.
Cele stabilizacyjne polityki gospodarczej wiąże się najczęściej z okresem kryzysu w latach trzydziestych XX wieku, kiedy to zaistniał zakrojony na szeroką skalę interwencjonizm państwowy w gospodarce rynkowej.

#### Cele strukturalne
Cele strukturalne polityki gospodarczej to oddziaływanie na strukturę wytwarzanego produktu społecznego oraz czynników wytwórczych zaangażowanych w procesie wytwarzania tego produktu, a szerzej ujmując to dążenia podmiotów polityki gospodarczej do kształtowania wszelkich proporcji w gospodarce, czyli dążenia do osiągania określonej struktury podmiotowej, własnościowej i decyzyjnej. Do celów strukturalnych trzeba także zaliczać dążenia do zapewnienia określonej struktury dóbr i usług dostępnych w gospodarce, czynników zaangażowanych w procesy wytwarzania, terytorialnej alokacji działalności gospodarczej oraz podziału produktu społecznego.
Pojęcie celów strukturalnych jest zatem niezwykle pojemne. Przyjęta klasyfikacja makroekonomicznych celów polityki gospodarczej nie ma charakteru dychotomicznego, a więc różne grupy celów mogą się nakładać na siebie. Cele strukturalne często związane są z innymi rodzajami celów polityki gospodarczej, np. cele polegające na dążeniach do zmiany elementów układu organizacyjnego systemu gospodarczego wiążą się jednocześnie z dążeniem do zmian strukturalnych w gospodarce, czyli cele systemowe pokrywają się z celami strukturalnymi.

#### Cele redystrybucyjne
Cele redystrybucyjne polityki gospodarczej to dążenie państwa do korygowania pierwotnych dochodów społeczeństwa.
Tak rozumiane cele redystrybucyjne zostały po raz pierwszy sformułowane pod koniec XIX wieku przez niemieckiego ekonomistę Adolpha Wagnera. Wagner jako pierwszy sformułował w literaturze ekonomicznej potrzebę wykorzystania podatków w celu niwelowania różnic dochodowych społeczeństwa. Jest on także autorem czterech grup zasad podatkowych, sformułowanych w 1880 r. Jednakże oddziaływanie państwa na podział dochodów ma swoje korzenie dużo wcześniej, gdyż wiąże się ono zawsze z poborem podatków, które prowadzą do korygowania pierwotnych dochodów społeczeństwa.
Przy dochodach pierwotnych regulowanych przede wszystkim przez rynek, rola państwa ogranicza się jedynie do pobierania podatków i powiększania dochodów wybranych podmiotów lub warstw systemu gospodarczego. W przypadku gdy państwo aktywnie angażuje się w politykę społeczną podatki muszą być dostosowane do skali wydatków budżetowych.

## Uwarunkowania
Uwarunkowania polityki gospodarczej mogą być w danym momencie traktowane jako zmienne niezależne, determinujące bieżące możliwości świadomego oddziaływania przez państwo na gospodarkę. Jednak w długim okresie każdy z czynników może być kształtowany przez odpowiednią politykę państwa, zmierzającą do zapewnienia lepszych warunków do realizowania swojej działalności. W tym zakresie do najważniejszych sfer działalności państwa zaliczyć należy politykę zagraniczną, kształtującą uwarunkowania zewnętrzne, politykę edukacyjną, naukową i inwestycyjną, które wpływają na uwarunkowania dotyczące zasobów, a także działania systemowe i administracyjne, mające na celu zdeterminowanie ustroju państwa. Wyróżniamy uwarunkowania:
Ustrojowo-systemowe:
- Ustrój polityczno-społeczny
- Struktury państwowo-administracyjne i społeczne
- Rozwiązania instytucjonalno-systemowe w gospodarce

Uwarunkowania zewnętrzne:
- Otoczenie międzynarodowe – ma ogromny wpływ na możliwości i ograniczenia polityki gospodarczej. Położenie geograficzne wpływa na sytuację geopolityczną, a tym samym na możliwości współpracy z innymi państwami
- Przynależność do określonych ugrupowań militarnych – wiąże się to z przyjęciem określonych zobowiązań
- Międzynarodowa sytuacja gospodarcza
- Restrykcje importowo-eksportowe
- Warunki wymiany (terms of trade)
- Zadłużenie wobec zagranicy oraz wynikające z nich warunki regulowania tychże zobowiązań
- Stan i struktura zagospodarowania regionów przygranicznych państw sąsiednich

Uwarunkowania wewnętrzne:
- Stan i struktura zasobów:
A. naturalne – jego znaczenie stale wzrasta, co wiąże się z podejmowaniem działań w kierunku jego ochroną
B. ludzkie – w tej grupie podstawowe znaczenie ma liczba i struktura ludności państwa
C. materialne – wyposażenie kraju w majątek trwały
- zagospodarowanie przestrzenne kraju i regionów
- stosunki narodowościowe
- układ sił politycznych w kraju
- stosunek społeczeństwa do władzy

## Funkcje państwa w gospodarce
Według modelu interwencjonistycznego (państwo opiekuńcze), państwo w gospodarce pełni szereg różnych funkcji. Pierwszą z tych funkcji jest funkcja stabilizacyjna. Mamy tu na myśli przeciwdziałanie zjawiskom bezrobocia i inflacji. Drugą funkcją jest funkcja alokacyjna. Wykorzystywana jest ona zgodnie z zasadami gospodarki rynkowej i ma na celu ochronę gospodarki przed zjawiskami monopolistycznymi. Kolejną funkcją jest funkcja adaptacyjna, której zadaniem jest dostarczenie środków odpowiednich do uwarunkowań wewnętrznych i zewnętrznych. Ostatnią funkcją jest funkcja redystrybucyjna, którą wykorzystujemy do korygowania podziału z zapewnieniem minimum egzystencji obywatelom.
Kierunki oddziaływania polityki gospodarczej w zależności od systemu gospodarczego państwa
Kierunki oddziaływania polityki gospodarczej państwa zależą od rodzaju gospodarki. W gospodarce mieszanej (rynkowej) polityka gospodarcza dba o zapewnienie stałego dopływu środków, które są niezbędne do wykonywania przez państwo funkcji wewnętrznych i zewnętrznych. Państwo musi wspierać rozwój gospodarki narodowej, gdyż siła państwa zależy właśnie od potencjału gospodarki narodowej. W niektórych państwach polityka gospodarcza wspiera funkcjonowanie i rozwój sektorów gospodarki, które nie cieszą się zbyt dużym zainteresowaniem ze strony prywatnych przedsiębiorstw (kolej, poczta, szkoły). Stara się też zapewnić bezpieczeństwo działalności gospodarczej obywateli chroniąc ich przed konkurencją zagraniczną. Co więcej polityka gospodarcza chroni konkurencję przed organizacjami monopolistycznymi. Próbuje też usuwać zagrożenia rozwoju gospodarczego. W tym celu przeciwdziała czynnikom, które wywołują kryzysy i stara się pobudzać koniunkturę. Podejmuje problemy ochrony środowiska naturalnego i ładu przestrzennego w zagospodarowaniu kraju. Utrzymuje także ład społeczny, chroni warstwy niższe, reguluje warunki pracy, płace itd.
Na obowiązki państwa składają się: polityka i rozwiązania mikroekonomiczne. Powinny one wspierać konkurencyjność międzynarodową państwa, między innymi dbając o poziom edukacji, oraz zapewnić właściwy kształt instytucji życia gospodarczego. To ostatnie pojęcie jest bardzo szerokie i zawiera w sobie wszystko, co można nazwać otoczeniem biznesu. Instytucjami są między innymi: przyjęte w danym państwie rozwiązania prawne, sposób funkcjonowania administracji publicznej, międzynarodowe porozumienia gospodarcze regulujące rynek finansowy i pozycja związków zawodowych. Funkcje państwa mogą zostać powiększone o polityki mikroekonomiczne, zwłaszcza o polityki sektorowe (przemysłową, rolną), politykę handlu zagranicznego, na rynku pracy i strukturalną.
System realnego socjalizmu został zapoczątkowany przez rewolucję bolszewicką w 1917 r. w Rosji. Jest to koncepcja, która mówi o bezpośrednim kierowaniu gospodarką przez aparat partyjny i państwowy. W wyniku tej koncepcji zostały upaństwowione przedsiębiorstwa i inne formy działalności gospodarczej. Aparat państwowy całkowicie przejął czynności regulacyjne dotyczące organizacji gospodarki, tworzenia i zmieniania struktury gospodarki. Państwo planuje działania gospodarcze, ustala rozmiary i kierunki produkcji, a także inwestycji, kontroluje czy wydawane polecenia są realizowane we właściwy sposób oraz zapewnia realizację wyznaczonych celów. Państwo także rozdziela czynniki produkcji i wytworzone produkty.
W okresie transformacji ustrojowej następuje odbudowa ustroju opartego na zasadach demokracji, własności prywatnej i rynkowej regulacji procesów ekonomicznych. Do funkcji polityki gospodarczej w okresie transformacji można zaliczyć likwidację instytucji i struktur systemu nakazowo-rozdzielczego, kreowanie warunków, które umożliwią uruchomienie i prawidłowe działanie mechanizmów gospodarki rynkowej oraz przekształcanie struktury własnościowej gospodarki – prywatyzacja.
Współcześnie polityka gospodarcza państw, ustalana przez rządy, zależna jest od umów międzynarodowych, które wyznaczają właściwe postępowanie, a także od przynależności do organizacji takich jak Unia Europejska, Organizacja Współpracy Gospodarczej i Rozwoju, Międzynarodowy Fundusz Walutowy, Bank Światowy itd. Z jednej strony organizacje te są gwarantem wspomnianej wcześniej stabilności, z drugiej natomiast rządy zrzekają się części swych suwerennych uprawnień do kształtowania polityki gospodarczej na rzecz wspólnych organów tych organizacji (np. Komisji Europejskiej czy Parlamentu Europejskiego).

## Kryteria oceny
Istnieje kilka kryteriów oceny polityki gospodarczej. Są to:
- kryterium skuteczności w rozumieniu stopnia osiągania założonych celów.
- kryterium efektywności jako pobudzanie do oszczędnego gospodarowania zasobami wytwórczymi. Dobrze sprawdza się przy porównaniach polityki gospodarczej różnych państw, szczególnie dobrze działa przy konfrontacji dwóch systemów polityczno-gospodarczych, wykazując marnotrawstwo środków produkcji w systemie scentralizowanym. Możliwe jest wnioskowanie o efektywności na podstawie konkurencyjności danej gospodarki na rynku światowym.
- kryterium społecznej adekwatności jako realizacji celów społeczeństwa państwa, w którym jest realizowana. Cele te można podzielić na konsumpcyjne (zapotrzebowanie zgłaszane przez społeczeństwo na dobra i usługi konsumpcyjne), ekologiczne (zapotrzebowanie na satysfakcjonujący społeczeństwo stan środowiska naturalnego) i instytucjonalne (zapotrzebowanie na instytucje gwarantujące takie sfery życia jak m.in. bezpieczeństwo zewnętrzne, zapewnienie równości wobec prawa i przestrzegania prawa).

## Polityka gospodarcza a polityka społeczna
Istnieją różne modele opisujące związek pomiędzy polityką gospodarczą a polityką społeczną, są to:
1. W pierwszym modelu polityka gospodarcza jest nadrzędna w stosunku do polityki społecznej i zajmuje się wytwarzaniem. Zadaniem natomiast tej drugiej jest rozdzielanie pozostałości po procesie zaspokajania potrzeb gospodarczych. Taki układ jest jednak możliwy tylko w krótkim okresie.
2. W drugim modelu polityka społeczna jest nadrzędna, a gospodarcza wytwarza taką ilość środków na zaspokojenie potrzeb socjalnych, jaka wynika ze zgłoszonego zapotrzebowania. W tej sytuacji jednak może jednak dojść do tego, że socjalna funkcja państwa, będąc ważniejszą od tej gospodarczej, spowoduje zastój wzrostu gospodarczego, co jest wynikiem braku środków. Taka relacja może gwarantować jedynie krótkookresową równowagę.
3. Trzeci model jest oparty na założeniu, że obie polityki równoważnie przyczyniają się do kształtowania procesów społecznych i gospodarczych. Taki układ umożliwia planowanie długofalowej strategii zrównoważonego wzrostu gospodarczego i społecznego.
4. W czwartym modelu rozważana jest sytuacja, gdy polityka gospodarcza i społeczna nie współpracują i każda z nich zajmuje się realizacją własnych celów. Cele te w takiej sytuacji mogą być sprzeczne.

Pomiar relacji między polityką gospodarczą a polityką społeczną
Istnieje wiele sposobów na zmierzenie owej relacji, ale przede wszystkim bada się skuteczność i efektywność obu polityk bądź zrównoważonego rozwoju społeczno-gospodarczego. Jednak o wiele łatwiejszy okazuje się pomiar realizacji polityki gospodarczej, gdyż można do tego użyć powszechnie stosowanych wskaźników, np. inflacja, bezrobocie czy wzrost PKB, a na efekty działań na płaszczyźnie społecznej trzeba czasem czekać wiele lat, np. w przypadku oceny skuteczności przeprowadzanych reform. Dlatego aby móc ocenić relacje między obiema politykami, ważne jest aby opracować skuteczne metody analizy i oceny polityki społecznej. Jednak we współczesnym świecie jest to nie lada wyzwanie, gdyż obecnie brak jest metod analizy wykorzystującej np. dane statystyczne, nie ma także systemu monitorowania opinii społecznej. Gdyby istniał, można by w łatwiejszy sposób dowiadywać się czy społeczeństwo jest zadowolone z prowadzonej polityki oraz określać ewentualne zmiany.

## Geneza polityki gospodarczej
Często spotyka się poglądy głoszące, że polityka gospodarcza jako zjawisko pojawiła się w latach 30. XX wieku (w okresie wielkiego kryzysu, który dotknął gospodarkę światową) lub, w państwach takich jak Polska, dopiero po upadku scentralizowanego systemu gospodarczego i wkroczeniu tych państw na drogę reform rynkowych.
Oba te poglądy są błędne, pierwszy bowiem odwołuje się do nieprawdziwego założenia, że polityka gospodarcza sprowadza się tylko do radykalnego interwencjonizmu państwowego. Tymczasem polityka gospodarcza nie jest tylko zestawem narzędzi uruchamianych w celu przeciwdziałania recesji, musi być prowadzona w każdych warunkach gospodarczych, ponieważ jest czynnikiem determinującym istnienie państwa. Z tego powodu genezy zjawiska, jakim jest polityka gospodarcza, należy szukać w okresie, gdy zaczęły się pojawiać pierwsze państwa. Polityka gospodarcza narodziła się więc wraz z państwami typu niewolniczego, feudalnego oraz ewoluujących państw typu kapitalistycznego.
Drugi pogląd należy odrzucić z powodu niezaprzeczalnego istnienia w latach 1944–1989 w krajach demokracji ludowej polityki gospodarczej. Mimo że ekonomiści, np. polscy, nie podejmują się rzetelnej analizy tamtego okresu, nie da się zaprzeczyć, że polityka gospodarcza była wówczas prowadzona. Nie jest ona bowiem domeną jedynie systemu rynkowego, ale integralnym elementem egzystencji każdego państwa.

### Nurty polityki gospodarczej
Podczas tworzenia teorii polityki gospodarczej w latach 30. XX wieku można było wyróżnić dwa dominujące ówcześnie nurty:
1. Nurt anglo-amerykański – w jego ramach podkreślano znaczenie polityki gospodarczej w łagodzeniu cyklicznych wahań gospodarki, a więc uwypuklano jej krótkookresową stronę. Ówcześni teoretycy do najważniejszych celów prowadzonej polityki zaliczali: stabilizację waluty, utrzymanie poziomu cen oraz pełne zatrudnienie. Do ich osiągnięcia zalecano używania narzędzi składających się na politykę monetarną i fiskalną. Później, w trakcie rozwoju tego nurtu uzupełniono cele polityki gospodarczej o zadania długookresowe, głównie wzrost gospodarczy.
2. Nurt kontynentalny – w jego ramach podkreślano długofalowy wymiar polityki gospodarczej, ograniczając jej zakres do systemotwórczej działalności państwa. Najważniejszym zadaniem tak rozumianej polityki gospodarczej jest budowanie sprawnie funkcjonującej gospodarki, która nie wymaga bezpośredniej ingerencji ze strony organów rządowych. W ramach nurtu proponowano zestaw narzędzi złożony z instrumentów mających charakter ogólnoekonomiczny, a nie selektywny czy ograniczony czasowo. Nurt kontynentalny był tworzony głównie przez zachodnioniemieckich i szwajcarskich neoliberałów.